# Jefferson Hall
Jefferson Hall (Coventry, Inglaterra; 6 de diciembre de 1977) es un actor británico, conocido por sus papeles en la series Game of Thrones y La casa del dragón y como Varg en la serie Magos vs Alienígenas. Apareció en papeles anteriores bajo el seudónimo de Robert Hall.

## Carrera
Asistió a la Central School of Speech and Drama en Londres, y ha tenido una variada carrera en el cine y en la televisión, apareciendo en programas británicos de drama. Luego interpretó a Hugh del Valle en dos episodios de Game of Thrones.
En abril de 2012 fue elegido para el papel del extraterrestre Varg, en la serie Magos vs Alienígenas, junto con Gwendoline Christie, también actriz en Game of Thrones.

## Filmografía

### Cine
| Año  | Título                                              | Papel                      | Notas                       |
| ---- | --------------------------------------------------- | -------------------------- | --------------------------- |
| 2005 | Green Street Hooligans                              | Jugador de fútbol          | Acreditado como Robert Hall |
| 2008 | The Disappeared                                     | Edward Bryant              |                             |
| 2009 | Sherlock Holmes                                     | Guardia                    |                             |
| 2011 | Meconium                                            | Owain                      | Cortometraje                |
| 2011 | Powder                                              | Guy                        |                             |
| 2015 | Newcomer                                            | Louis                      |                             |
| 2015 | Star Wars: Episodio VII - El despertar de la Fuerza | Oficial de primer orden #4 |                             |
| 2018 | Halloween                                           | Aaron Korey                |                             |
| 2020 | Tenet                                               | Hombre bien vestido        |                             |
| 2023 | Oppenheimer                                         | Haakonn Chevallier         |                             |

### Televisión
| Año           | Título                                     | Papel                              | Notas                                          |
| ------------- | ------------------------------------------ | ---------------------------------- | ---------------------------------------------- |
| 2007          | Casualty                                   | Marcus Dunlop                      | Episodio: The Personal Touch                   |
| 2007          | The Afternoon Play                         | Julian                             | Episodio: Come Fly with Me (como Robert Hall)  |
| 2007          | Doctors                                    | Duncan Quigley                     | Episodio: Wings and Needles (como Robert Hall) |
| 2007          | Clapham Junction                           | Mail Man                           | Película para la televisión                    |
| 2008          | The Bill                                   | Jimmy Chadwick                     | Episodio: The Hit                              |
| 2008          | Coming Up                                  | Vincent                            | Episodio: Emo                                  |
| 2008          | Clone                                      | Blonde Guy                         | Episodio: Alive                                |
| 2009          | Emma                                       | Robert Martin                      | 3 episodios                                    |
| 2009          | Breaking the Mould:The Story of Penicillin | Albert Alexander                   | Película para la televisión                    |
| 2009          | Did: Dissociative Identity Disorder        | Hombre                             | Cortometraje                                   |
| 2010          | Bloody Foreigners                          | John Kent                          | Episodio: The Untold Battle of Britain         |
| 2011          | Doctors                                    | Nick Thorn                         | 2 episodios                                    |
| 2011          | Game of Thrones                            | Hugh del Valle                     | 2 episodios                                    |
| 2012          | Holby City                                 | Sam Phillips                       | Episodio: A Woman's Work                       |
| 2012-2014     | Magos vs Alienígenas                       | Varg                               | Papel principal                                |
| 2013-2015     | Vikingos                                   | Torstein                           | 23 episodios                                   |
| 2016          | Barbarians Rising                          | Viriato                            | 1 episodio                                     |
| 2017          | Taboo                                      | Thorne Geary                       | 7 episodios                                    |
| 2020          | Devs                                       | Pete                               | 6 episodios                                    |
| 2022-presente | La casa del dragón                         | Tyland Lannister / Jason Lannister | 13 episodios                                   |